# Pimen Postnik
Pimen Postnik (ur. XI wiek, zm. 1215 w Kijowie) – jeden ze świętych Soboru Świętych Kijowsko-Pieczerskich Spoczywających w Bliższych Pieczarach, zakonnik z monasteru kijowsko-pieczerskiego. 
O jego życiu wiadomo niewiele. Według hagiografii prowadził niezwykle surowe, ascetyczne życie. Według Pateryka Kijowsko-Pieczerskiego był mnichem monasteru kijowskiego, gdy jego igumenem był Nikon Wielki, zaś jednym ze świętych starców był Nikita Zatwornik. Musiał zatem przebywać w monasterze już ok. 1088. 
Według legend posiadał dar przewidywania przyszłości i leczenia chorych, przewidywał również własną śmierć. Miała ona nastąpić w tym samym dniu, gdy z rąk Wiatyczów zginął inny mnich z Kijowa, Kuksza Pieczerski. Pimen miał wówczas obwieścić w monasterskiej cerkwi śmierć Kukszy i umrzeć tego samego dnia.
Jego relikwie znajdują się w Bliższych Pieczarach Ławry Kijowskiej.